# Zuiddorpepolder (noorddeel)
De Zuiddorpepolder (noorddeel) is een polder ten zuidwesten van Zuiddorpe, behorende tot de Canisvliet- en Moerspuipolders, in de Nederlandse provincie Zeeland. De kom van Zuiddorpe ligt deels in deze polder.
De polder werd, na de inundaties van 1586, in 1612 ingedijkt op initiatief van het bestuur van Axel en Terneuzen. De definitieve indijking vond plaats in 1698. De polder is 357 ha groot. Aan de rand van de polder liggen de buurtschappen De Ratte met het Fort Sint-Jan, De Sterre, en Oude Polder. Enkele polderdijken dateren in aanleg nog van vóór de inundaties.